# Бомонт-Адамс (револвер)
Бомонт-Адамс модел 1855 (енгл. Beaumont–Adams revolver), британски револвер капислар из 19. века. Настао је усавршавањем старијег револвера Дин-Адамс модел 1851.

## Историја

### Развој
Искуства из Кримског рата (1853-1856) показала су да је прецизност револвера Адамс на већим даљинама мала, пошто није постојала могућност запињања ороза руком (као код Колта), па је ка̟жипрст морао да обавља сав рад приликом опаљивања метка и снажно потезање је отежавало нишањење. Зато је британски конструктор Бомонт 1855. направио усавршену верзију овог револвера, Бомонт-Адамс модел 1855, који се могао користити и као револвер са обарачем једноставног дејства. За гађање изблиза ороз се запињао притиском на обарач (обарач двоструког дејства), док се за прецизније гађање ороз напињао руком (обарач једноставног дејства).

### Карактеристике
Добош револвера пунио се спреда (барутом и куглом, који су набијани шипком, монтираном на полузи са леве стране цеви), а свака барутна комора имала је на задњој страни добоша сопствену шупљу брадавицу (сисак), на коју се монтирала каписла, која је активирана ударцем ороза. Ороз се могао запети руком или притском на обарач. Једном напуњени, ови револвери могли су да испале свих 5 метака у добошу за један минут (за разлику од дотадашњих пиштоља капислара, који су испаљивали 1-2 метка у минуту), али је пуњење добоша трајало неколико минута.

## Спољашњи извори
- Shooting the Adams DA/SA percussion revolver